# 摩根鎮區 (北卡羅萊納州羅恩縣)
摩根鎮區（英語：Morgan Township）是位於美國北卡羅萊納州羅恩縣的一個鎮區。

## 地方資料
摩根鎮區的面積為158.30平方千米，當中陸地面積為145.55平方千米，而水域面積為12.85平方千米。根據2020年美國人口普查的數據，當地共有人口3942人，而人口密度為每平方千米24.9人。